# شورية بيضاء
شورية بيضاء (الاسم العلمي:Shorea alba) هي نوع غير مؤكد من النباتات تتبع جنس الشورية من فصيلة مجنحية الثمر.